# Ribeira das Doze
A Ribeira das Doze é um curso de água português, localizado na freguesia açoriana das Doze Ribeiras, concelho de Angra do Heroísmo, ilha Terceira, arquipélago dos Açores.
Vai buscar o seu nome ao facto de ser a décima-segunda ribeira contada a partir de Angra do Heroísmo, junto desta ribeira foi erguida, em 1526, uma ermida tendo por orago o santo cristão São Jorge, facto que provavelmente se deve à presença omnipresente da ilha de São Jorge no horizonte da localidade.
A construção desta Ermida de São Jorge das Doze Ribeiras é devida a Afonso Lourenço Machado e à sua esposa Marqueza Gonçalves Machado, que são da primeira geração dos povoadores dos Açores, e que a instituíram nas propriedades que tinham nas margens da Ribeira das Doze.
Este curso de água que se encontra nas coordenadas geográficas de Latitude 38° 43' 0 Norte e de Longitude 27° 22' 0 Oeste, precipita-se no Oceano Atlântico do cimo de uma falésia com mais de 100 metros de altura e encontra-se geograficamente localizado na parte Oeste da ilha Terceira.
A sua origem está nos contrafortes da Serra de Santa Bárbara, a maior formação geológica da ilha Terceira que se eleva a 1021 metros acima do nível do mar e faz parte de bacia hidrográfica gerada pela própria montanha.